# Walter von Simon

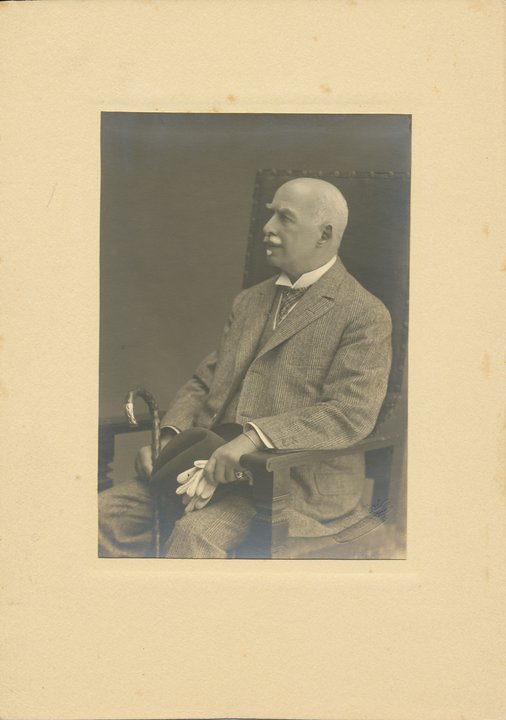
Walter von Simon, um 1940

 Walter von Simon (* 15. August 1864 in Frankfurt (Oder); † 14. April 1945 in Potsdam) war ein deutscher Komponist.

## Biografie
Walter von Simon leistete seinen Militärdienst im Posenschen Infanterie-Regiment Nr. 12 in Glogau ab. Während seiner Dienstzeit als Leutnant schrieb von Simon 1891 sein bekanntestes Stück, den Kürassier-Marsch „Großer Kurfürst“, der später in die preußische Armeemarschsammlung unter der Nummer AM III, 142 eingegangen war. Das Stück wurde beim Feldartillerie-Regiment General-Feldzeugmeister (2. Brandenburgisches) Nr. 18 ebenfalls in Frankfurt als Parademarsch im Schritt geblasen. In der Bundesrepublik Deutschland wird der Marsch bei der Bundeswehr, unter anderem beim Empfang für Staatsgäste bei Eintreffen des Bundespräsidenten vor dessen Amtssitz im Schloss Bellevue in Berlin, gespielt. Nach dem Ausscheiden aus dem Militär im Range eines Oberleutnants im Jahre 1901 war Simon als Komponist von klassischen Musikwerken tätig. Darüber hinaus vertonte er Stücke von Axel Delmar wie zum Beispiel „Alt-Potsdam oder Die erste Eisenbahn oder Dem Vergnügen der Einwohner“ oder „Marschall Vorwärts“. Er komponierte auch die Oper „Das korsische Gesetz“ nach einem Stück von Prosper Mérimée.
Ab 1906 lebte von Simon in der Villa Tummeley, die der Zuckersiedereibesitzer Tummeley 1847/1848 hatte errichten lassen und die bis zu Simons Tod im April 1945 in seinem Besitz war. Zum 1. Mai 1933 trat er der NSDAP bei.

## Werke

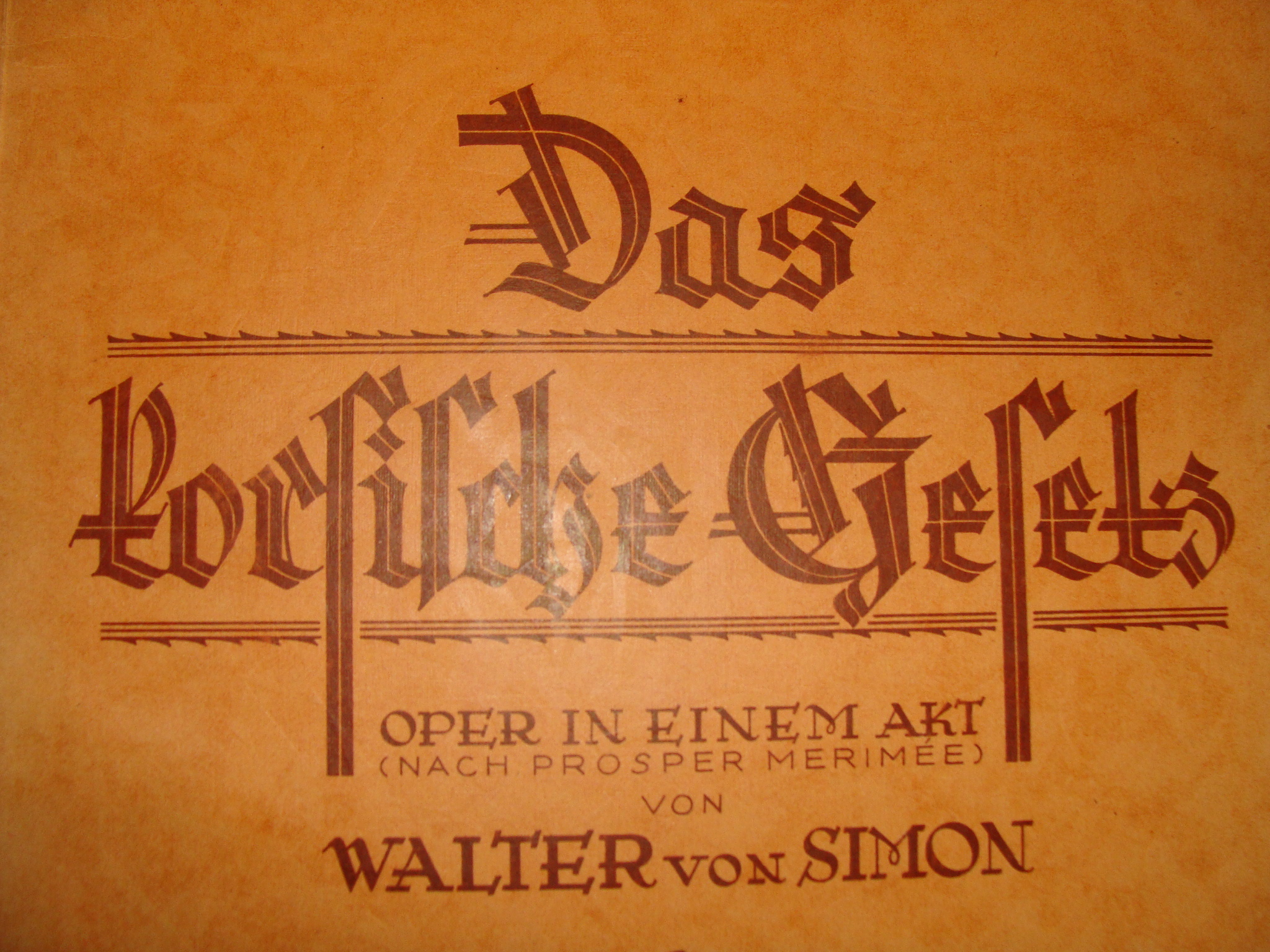
Das korsisches Gesetz (Titelblatt)
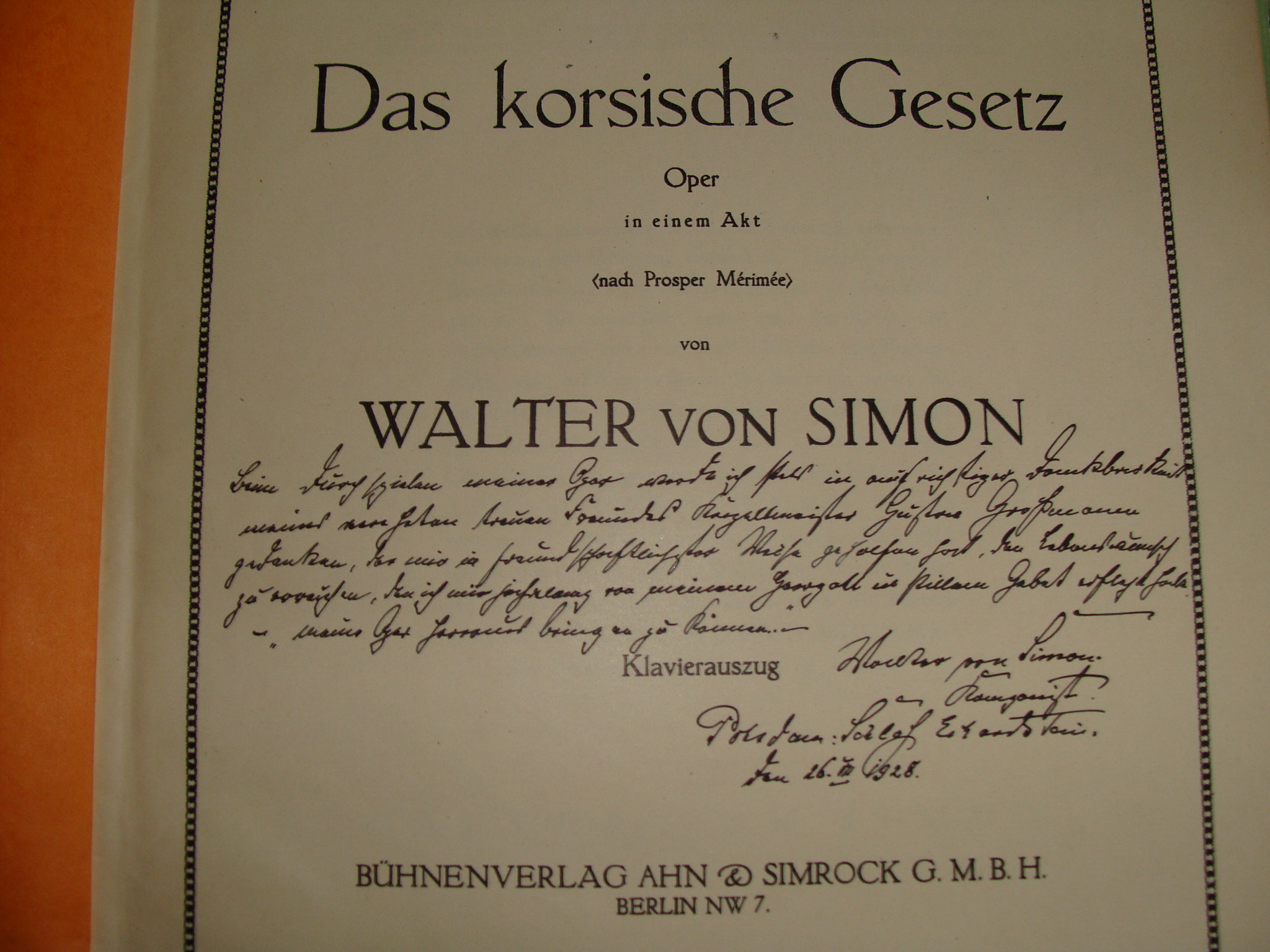
Das korsisches Gesetz (Widmung)
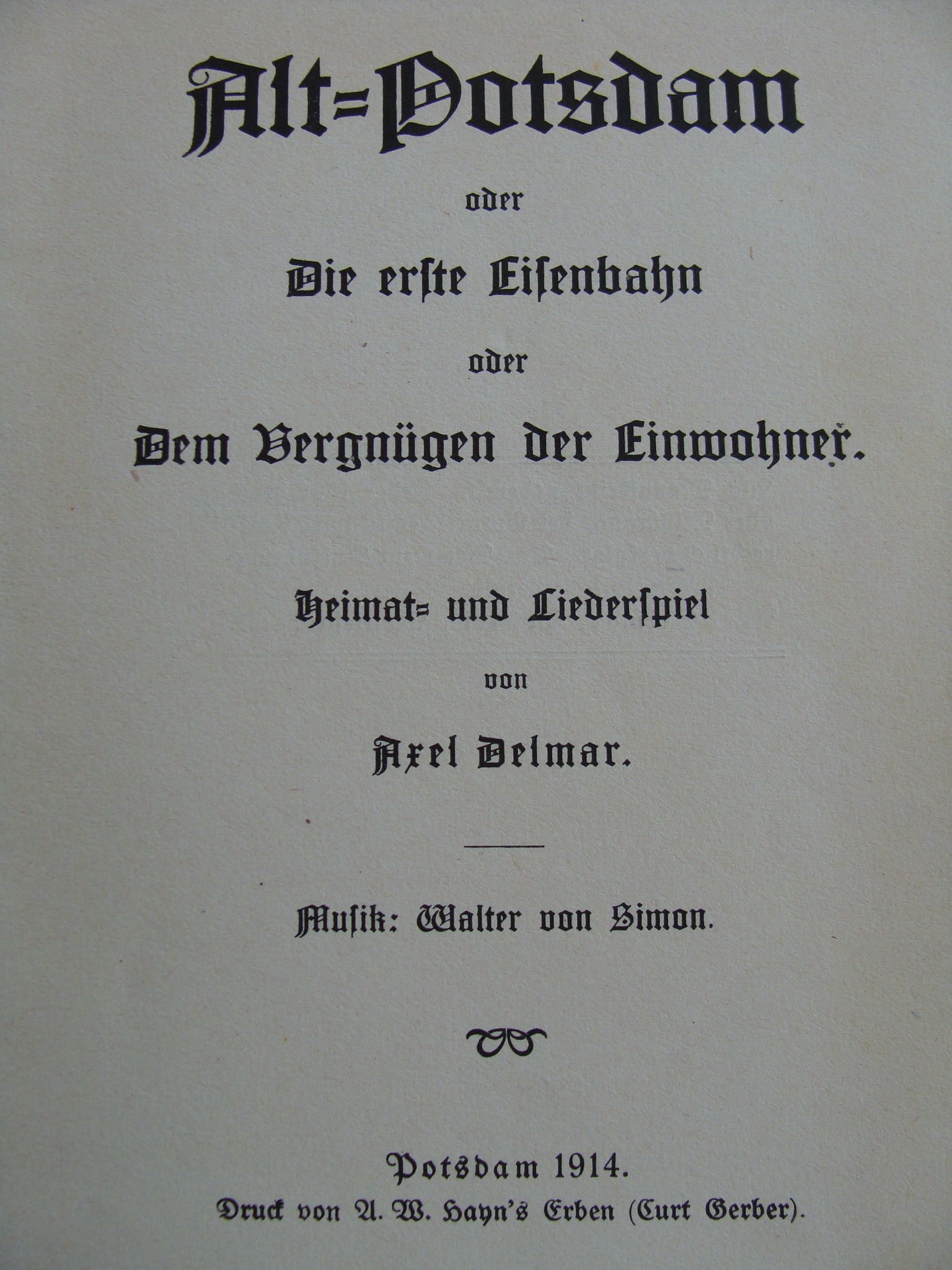
Alt-Potsdam

### Hörbeispiele
- Kürassier-Marsch „Großer Kurfürst“ auf YouTube, aufgenommen vom Stabsmusikkorps der Bundeswehr, Siegburg; Leitung: Musikinspizient der Bundeswehr Oberstleutnant Wilhelm Stephan.